# Air Warrior II
Air Warrior II est un jeu vidéo de simulation de vol de combat développé par Kesmai et publié par Interactive Magic en 1997 sur PC. Le jeu fait suite à Air Warrior, l’un des plus anciens simulateurs de combat aérien en multijoueur, auquel il ajoute un mode solo permettant de jouer contre l’ordinateur. En multijoueur, il ne propose en revanche que de jouer à deux, contrairement à son prédécesseur, et ne propose pas de mode coopératif. Le jeu propose plus de 300 missions qui s’étalent de la Première Guerre mondiale à la guerre de Corée. Il propose également une campagne, centrée sur le théâtre européen de la Seconde Guerre mondiale. Lors des différents scénarios, le joueur peut prendre les commandes de 35 avions différents, incluant des chasseurs, des bombardiers, des jets et des triplans. Le jeu propose trois niveaux de difficulté, qui affectent le réalisme des modèles de vol et la précision des tirs. 

## Accueil
| Semper Fi             |      |       |
| Média                 | Pays | Notes |
| Computer Gaming World | US   | 3.5/5 |
| Gen4                  | FR   | 2/5   |